# Arcidiocesi di Koupéla
L'arcidiocesi di Koupéla (in latino Archidioecesis Kupelaensis) è una sede metropolitana della Chiesa cattolica in Burkina Faso. Nel 2021 contava 267.600 battezzati su 943.600 abitanti. È retta dall'arcivescovo Gabriel Sayaogo.

## Territorio
L'arcidiocesi comprende la provincia di Kouritenga nella regione del Centro-Est e la provincia di Ganzourgou nella regione dell'Altopiano Centrale in Burkina Faso.
Sede arcivescovile è la città di Koupéla, dove si trova la cattedrale di Nostra Signora delle Grazie.
Il territorio è suddiviso in 12 parrocchie.

## Storia
La diocesi di Koupéla fu eretta il 20 febbraio 1956 con la bolla Quo suavi di papa Pio XII, ricavandone il territorio dall'arcidiocesi di Ouagadougou, di cui originariamente era suffraganea.
Il 26 giugno 1969 e il 2 gennaio 1997 cedette porzioni del suo territorio a vantaggio dell'erezione rispettivamente delle diocesi di Kaya e di Manga.
Il 5 dicembre 2000 è stata elevata al rango di arcidiocesi metropolitana con la bolla In omnes Ecclesias di papa Giovanni Paolo II.
L'11 febbraio 2012 ha ceduto un'altra porzione di territorio a vantaggio dell'erezione della diocesi di Tenkodogo.

## Cronotassi dei vescovi
Si omettono i periodi di sede vacante non superiori ai 2 anni o non storicamente accertati.
- Dieudonné Yougbaré † (29 febbraio 1956 - 1º giugno 1995 ritirato)
- Séraphin François Rouamba (1º giugno 1995 - 7 dicembre 2019 ritirato)
- Gabriel Sayaogo, dal 7 dicembre 2019

## Statistiche
L'arcidiocesi nel 2021 su una popolazione di 943.600 persone contava 267.600 battezzati, corrispondenti al 28,4% del totale.
| anno | popolazione | popolazione | popolazione | presbiteri | presbiteri | presbiteri | presbiteri                | diaconi | religiosi | religiosi | parrocchie |
| anno | battezzati  | totale      | %           | numero     | secolari   | regolari   | battezzati per presbitero | diaconi | uomini    | donne     | parrocchie |
| ---- | ----------- | ----------- | ----------- | ---------- | ---------- | ---------- | ------------------------- | ------- | --------- | --------- | ---------- |
| 1969 | 29.495      | 436.414     | 6,8         | 40         | 19         | 21         | 737                       |         | 25        | 51        | 11         |
| 1980 | 72.000      | 600.000     | 12,0        | 43         | 26         | 17         | 1.674                     |         | 23        | 52        | 11         |
| 1990 | 120.480     | 699.000     | 17,2        | 43         | 29         | 14         | 2.801                     |         | 16        | 55        | 12         |
| 1999 | 182.897     | 1.055.628   | 17,3        | 56         | 49         | 7          | 3.266                     |         | 7         | 51        | 13         |
| 2000 | 194.344     | 1.085.851   | 17,9        | 60         | 55         | 5          | 3.239                     |         | 5         | 51        | 14         |
| 2001 | 200.674     | 1.173.869   | 17,1        | 72         | 68         | 4          | 2.787                     |         | 4         | 54        | 14         |
| 2002 | 203.997     | 1.169.615   | 17,4        | 69         | 65         | 4          | 2.956                     |         | 4         | 52        | 14         |
| 2003 | 213.002     | 1.166.125   | 18,3        | 69         | 65         | 4          | 3.086                     |         | 4         | 58        | 14         |
| 2004 | 228.037     | 1.248.128   | 18,3        | 70         | 68         | 2          | 3.257                     |         | 2         | 62        | 15         |
| 2012 | 116.082     | 454.212     | 25,6        | 51         | 51         |            | 2.276                     |         | 3         | 54        | 8          |
| 2013 | 202.536     | 771.823     | 26,2        | 52         | 50         | 2          | 3.894                     |         | 73        | 8         | 9          |
| 2016 | 227.561     | 828.234     | 27,5        | 57         | 55         | 2          | 3.992                     |         | 5         | 83        | 10         |
| 2019 | 250.606     | 899.690     | 27,9        | 61         | 58         | 3          | 4.108                     |         | 6         | 86        | 11         |
| 2021 | 267.600     | 943.600     | 28,4        | 57         | 55         | 2          | 4.694                     |         | 5         | 99        | 12         |